# زمین‌لرزه ۱۳۹۹ قشم
زمین‌لرزه قشم (۱۳۹۹) زمین‌لرزه‌ای به قدرت ۵/۵ریشتر بود که در تاریخ ۲۷ دی ۱۳۹۹ در حوالی ساعت ۱:۰۰ بامداد در شهرستان قشم در جنوب استان هرمزگان رخ داد. هنوز آماری از تلفات احتمالی حادثه در دست نیست. این زلزله در کشورهای هم‌جوار هم احساس شد.